# Eofor (gauta)
Eofor (protonórdico: *Eburaz que significa jabalí y/o caudillo), fue un guerrero vikingo de la nación gauta, hijo de Wonred, que aparece en el poema legendario Beowulf. 
Cuando los suiones (suecos) invadieron Götaland, el rey gauta Hæþcyn murió en batalla contra el rey sueco Ongenþeow. Hygelac, que heredó el trono de su hermano Hæþcyn, envió a los guerreros gautas Eofor y su hermano Wulf a luchar juntos contra el rey Ongenþeow. En la batalla Wulf asestó un golpeó en la cabeza de Ongenþeow con su espada que hizo sangrar y empapar su cabello, pero el viejo rey respondió e hirió gravemente a su contrincante. Eofor entonces atacó atravesando el escudo y yelmo del rey, y tuvo Ongenþeow un final sangriento. Eofor tomó el yelmo del rey sueco, su espada y protector pectoral y los llevó frente a Hygelac. Eofor y Wulf fueron muy bien recompensados, y Eofor recibió la mano de la hija de Hygelac.